# آنیسول
آنیسول یا متوکسی بنزن، یک ترکیب آلی با فرمول{\displaystyle {\ce {CH3OC6H5}}} است . آنیسول یک مایع بی رنگ با بوی یادآور دانه رازیانه است، در واقع بسیاری از مشتقات آن در رایحه طبیعی و مصنوعی استفاده شده است. این ترکیب عمدتاً به صورت مصنوعی سنتز شده و پیش ماده ای برای ترکیبات سنتزی دیگر است.آنیسول یک اتر است.
این ماده می تواند توسط سنتز اتر ویلیامسون تهیه شود ؛ سدیم فناکسید با یک متال هالید واکنش داده و آنیسول را تولید می کند.

## واکنش پذیری
آنیسول واکنش جایگزینی آروماتیکی الکتروفیل را سریعتر از بنزن انجام می دهد که به نوبه خود واکنش سریعتری نسبت به نیتروبنزن را نشان می دهد . گروه متوکس یک هدایت کننده گروه ارتو/ پارا است، بدین معنی که جایگزینی الکتروفیل به طور عمده در این سه محل رخ می دهد. افزایش نوکلئوفیلی آنیسول در مقابل بنزن نشان دهنده تأثیر گروه متوکسی است که حلقه را غنی تر از الکترون می کند. گروه متوکسی ابر پای حلقه را بیشتر به عنوان یک الکترون دهنده مزومری نسبت به یک گروه الکترون کشنده القایی برخلاف الکترونگاتیوی اکسیژن تحت تاثیر قرار می دهد.

## آماده سازی
آنیسول بوسیله متیل دار کردن سدیم فنوکساید با دی متیل سولفات یا متیل کلرید تهیه می شود:

## کاربردها
آنیسول پیش ماده ای برای عطر ، فرومون حشرات و داروها است . به عنوان مثال، آنتول مصنوعی از آنیسول تهیه می شود.

## ایمنی
آنیسول نسبتاً غیر سمی با LD 50 از mg / kg 3700 در موش صحرایی است. خطر اصلی آن آتش سوزی آن است.